# キョーエイ薬品
キョーエイ薬品株式会社（きょーえいやくひん）は、かつて福岡県北九州市小倉南区下曽根新町13-1に本社を置いていた、医薬品・衛生材料・化粧品の卸を中心とする福岡県の企業である。現在は合併により「株式会社アステム」となっている。

## 概要
- 資本金　12億6,496万円（合併前）
- 代表取締役　大石忠雄（合併前）

## 沿革
- 平成5年福岡県の「コーヤク株式会社」・「大石薬品株式会社」・佐賀県の「シンコー薬品株式会社」と合併し「キョーエイ薬品株式会社」に商号変更
- 平成7年4月福岡県の「キョーエイ薬品株式会社」と大分県の「株式会社ダイコー」と業務提携
- 平成10年4月 - 株式会社コマック（福岡県）、株式会社ダイコー（大分県）、株式会社サンメック（大分県）の3社と合併し「株式会社アステム」に商号変更。

### 大石薬品
- 1879年7月「大石薬舗」創業
- 1927年7月「合名会社大石忠次郎商店」に商号変更
- 1959年6月資本金500万円で「大石薬品株式会社」に商号変更
- 1965年12月「筑後薬品」を合併
- 1993年福岡県の「コーヤク株式会社」・佐賀県の「シンコー薬品株式会社」と合併し「キョーエイ薬品株式会社」に商号変更

### 小倉薬品
- 1940年11月「合名会社小倉薬局」を創業
- 1947年3月資本金19,900円で「小倉薬局株式会社」に商号変更
- 1953年2月「小倉薬品株式会社」に商号変更
- 1959年11月「大石薬品」「松井薬品」「高瀬薬品」「佐藤薬品」「小倉薬品」の5社で「北九州医薬品卸協同組合」発足
- 1962年7月「福岡血液銀行」を設立
- 1963年7月山口県内の営業所を管轄する「小倉薬品山陽事業部」分離し山口県防府市の「旭薬品株式会社」と合併させる
- 1964年5月「小倉医療品株式会社」を合併
- 1968年1月「北九州メディカル・サービス」を合併
- 1968年9月「北九州薬品株式会社」を合併
- 1971年11月山口県下関市の「株式会社コーエー」と合併「コーエー小倉薬品」に商号変更
- 1978年1月「コーヤク株式会社」に商号変更
- 1993年福岡県の「大石薬品株式会社」・佐賀県の「シンコー薬品株式会社」と合併し「キョーエイ薬品株式会社」に商号変更

### シンコー薬品
- 1890年創業
- 1949年5月「有限会社神代薬局」に商号変更
- 1968年5月「神代薬品株式会社」に商号変更
- 1978年11月「溝上薬品株式会社」を合併し「シンコー薬品株式会社」に商号変更
- 1993年福岡県の「コーヤク株式会社」・「大石薬品株式会社」と合併し「キョーエイ薬品株式会社」に商号変更

## 主な取引メーカー
- キョーエイシステム
- 武田薬品工業
- 第一製薬
- エーザイ
- 藤沢薬品工業